# Bobby Locke

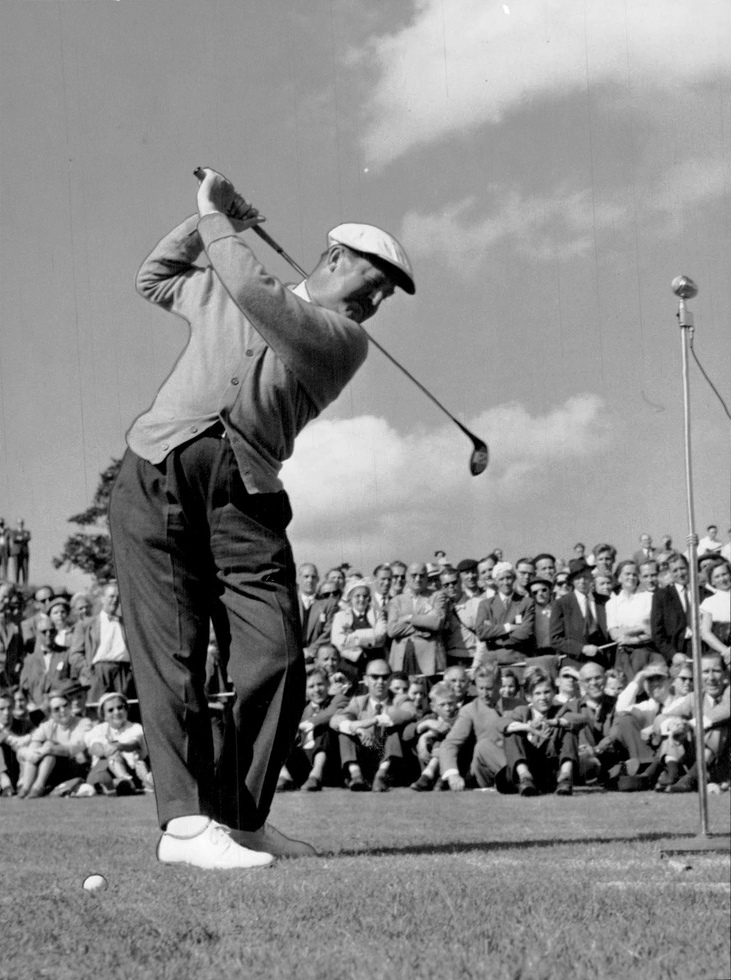
Bobby Locke in 1953

Arthur D'Arcy "Bobby" Locke (Germiston, 20 november 1917 - Johannesburg, 9 maart 1987) was een Zuid-Afrikaans golfprofessional. Hij werd Bobby genoemd.

## Biografie
De ouders van Bobby Locke kwamen uit Noord-Ierland en emigreerden rond de eeuwwisseling naar Zuid-Afrika. Locke groeide op in een gezin met een oudere zus. Als amateur won hij in 1935 en 1937 het Transvaal Amateur en het Zuid-Afrikaans Amateurkampioenschap. Vlak voor de oorlog werd hij professional in 1938 en won in Zuid-Afrika 38 toernooien. In 1938 won hij het Transvaal Open voor de eerste van twaalf keer, en in 1939 won hij het Open op de Kennemer Golf & Country Club. Tijdens de Tweede Wereldoorlog diende hij 30 maanden bij de Zuid-Afrikaanse luchtmacht.

## Na de oorlog
In 1946 ging hij naar de Verenigde Staten om veertien demonstratiewedstrijden tegen Sam Snead te spelen, waarvan hij er twaalf won. Op advies van Snead ging hij het jaar daarna op de US PGA Tour spelen. In 1947 won hij zes toernooien en stond als tweede naam op de Order of Merit.
 In 1949 werd hij van de Tour verbannen, maar het is onduidelijk waarom. In 1951 werd hij weer toegelaten, maar hij ging er niet meer naartoe. Hij speelde wél nog in Afrika en Europa, waar hij onder andere viermaal het Brits Open won. Lockes sterkste onderdeel van het spel was het putten. Van hem is de beroemde uitspraak: "You drive for show, but putt for dough". In 1959 raakten Locke en Maurice Bodmer betrokken bij een auto-ongeluk, waarna hij veel last had van migraines en van zijn ogen waardoor zijn sportloopbaan als golfer ten einde kwam.

## Erkenning
In 1977 werd Locke opgenomen in de World Golf Hall of Fame. Hij is daar de eerste speler die niet uit de Verenigde Staten of het Verenigd Koninkrijk kwam.

## Overwinningen op de PGA Tour
- 1947: Canadian Open, Houston Open[1], Philadelphia Inquirer Open, All American Open, Columbus Open, Goodall Round Robin
- 1948: Phoenix Open, Chicago Victory Open
- 1949: Cavalier Invitational, Goodall Round Robin, The Open Championship
- 1950: All American Open, The Open Championship
- 1952: The Open Championship
- 1957: The Open Championship

## Andere overwinningen
Onder meer:
- 1931: South Africa Boys
- 1935: Zuid-Afrikaans Open, Zuid-Afrikaans Amateur Kampioenschap, Natal Open, Natal Amateur Kampioenschap, Transvaal Amateur Kampioenschap
- 1936: Natal Open, Natal Amateur Kampioenschap, Lucifer Empire Trophy
- 1937: Zuid-Afrikaans Open, Zuid-Afrikaans Amateur Kampioenschap, Transvaal Amateur Kampioenschap, Orange Free State Amateur
- 1938: Zuid-Afrikaans Open, Irish Open, New Zealand Open, Zuid-Afrikaans PGA Kampioenschap, Transvaal Open
- 1939: Zuid-Afrikaans Open, Dutch Open, South Africa Professional, Transvaal Open
- 1940: Zuid-Afrikaans Open, Transvaal Open, South Africa Professional
- 1946: Zuid-Afrikaans Open, Zuid-Afrikaans PGA Kampioenschap, Transvaal Open, Yorkshire Evening News Championship, British Masters, Brand Lochryn Tournament
- 1947: Carolinas Open, Carolinas PGA Championship
- 1948: Carolinas Open
- 1949: Transvaal Open
- 1950: Zuid-Afrikaans Open, Zuid-Afrikaans PGA Kampioenschap, Transvaal Open, Dunlop Tournament, Spalding Tournament, North British Tournament
- 1951: Zuid-Afrikaans Open, Transvaal Open, Zuid-Afrikaans PGA Kampioenschap
- 1952: Frans Open, Mexican Open, Lotus Tournament, Carolinas Open
- 1953: Frans Open, Natal Open
- 1954: Egyptian Open, Duits Open, Zwitsers Open, Dunlop Tournament, British Masters, Egyptian Match Play, Transvaal Open, Swallow-Harrogate Tournament
- 1955: Australian Open, Transvaal Open, Zuid-Afrikaans Open, Zuid-Afrikaans PGA Kampioenschap * 1957: Daks Tournament, Bowmaker Amateur-Professional
- 1956: Western Province Open[2]
- 1958: Transvaal Open
- 1959: New Hampshire Open